# Kamrušepa
Kamrušepa ist die Haus- und Heilgöttin der Hethiter und Luwier. Den Hattiern und Palaern war sie als Kataḫzipuri oder Kataḫziwuri bekannt. Sie wurde mit der mesopotamischen Heilgöttin Gula gleichgesetzt.

## Aufgaben
Kamrušepa ist auch die Göttin der Zauberei. Sie ist eine göttliche Hebamme, die Frau und Kind bei der Geburt hilft, aber auch eine Heilerin, die sich auf reinigende Magie versteht. In diesem Sinne ist sie die Patronin der Familie und des Haushalts.
Sie gilt als Erfinderin einiger Rituale. Ihr gelingt es beispielsweise, Telipinu  mit einem Ritual wieder zu besänftigen. Auch hilft sie Mondgott Arma mit einem Ritual wieder zum Himmel aufzusteigen.
Zudem wurde Kamrušepa auch noch mit dem häuslichen Herd, mit Feuer und Rauch assoziiert. Deswegen wird ihr Name von Volkert Haas als "Herdgenius" (hethit. kamara- "Rauch" + hethit. -š/zipa "Genius") gedeutet.

## Familie und Wohnort
Bei den Palaern war die der Kamrušepa ähnliche Kataḫzipuri mit dem palaischen Wettergott Zaparwa verbunden.
In der Stadt Tauriša hingegen war sie die Frau des luwischen Sonnengottes Tiwad und die Mutter des Schutzgottes (Sumerogramm KAL) mit dem luwischen Beinamen wašḫazza- ("geweiht, heilig").
Als Kamrušepas Wohnort wurde der Himmel angesehen. Ähnlich wie der Sonnengott des Himmels fuhr sie einen pferdegezogenen Wagen.